# 索倫 (緬因州)
索倫（英語：Solon）是一個位於美國緬因州薩默塞特縣的鎮。

## 人口
根據2020年美國人口普查的數據，索倫的面積為105.52平方千米，當中陸地面積為102.69平方千米，而水域面積為2.82平方千米。當地共有人口978人，而人口密度為每平方千米9人。